# Richard Wahlstrom
Richard Wahlstrom   (Seattle, 8 de novembre de 1931 - Edmonds, 18 de desembre de 2003) fou un remer estatunidenc que va competir durant la dècada de 1950. Va estudiar a la Universitat de Washington.
El 1952 va prendre part en els Jocs Olímpics d'Estiu de Hèlsinki, on guanyà la medalla de bronze en la prova del quatre amb timoner del programa de rem. Formà equip amb Carl Lovsted, Alvin Ulbrickson, Matthew Leanderson i Albert Rossi.